# Michigan Wolverines

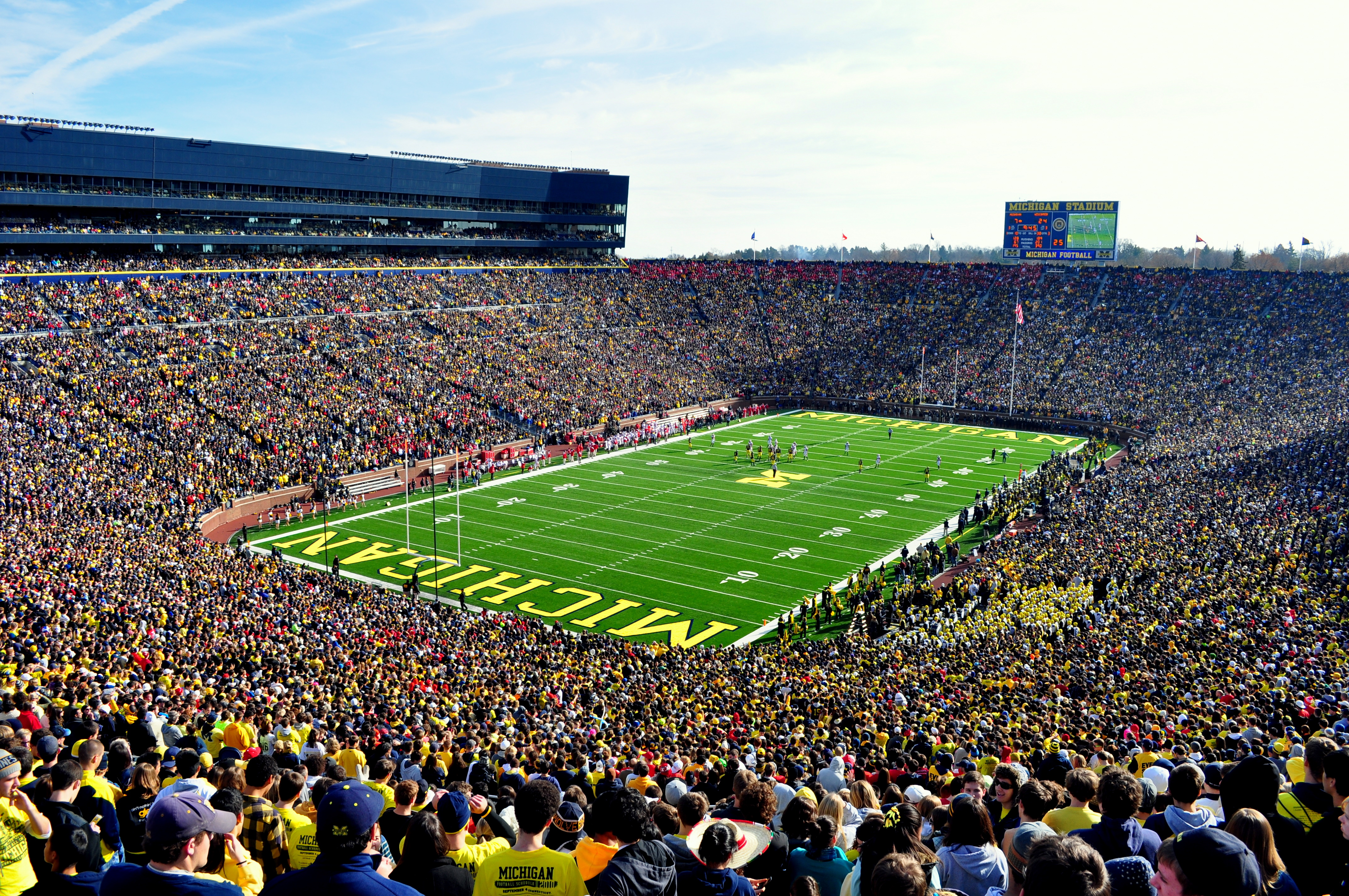
Michigan Stadium.

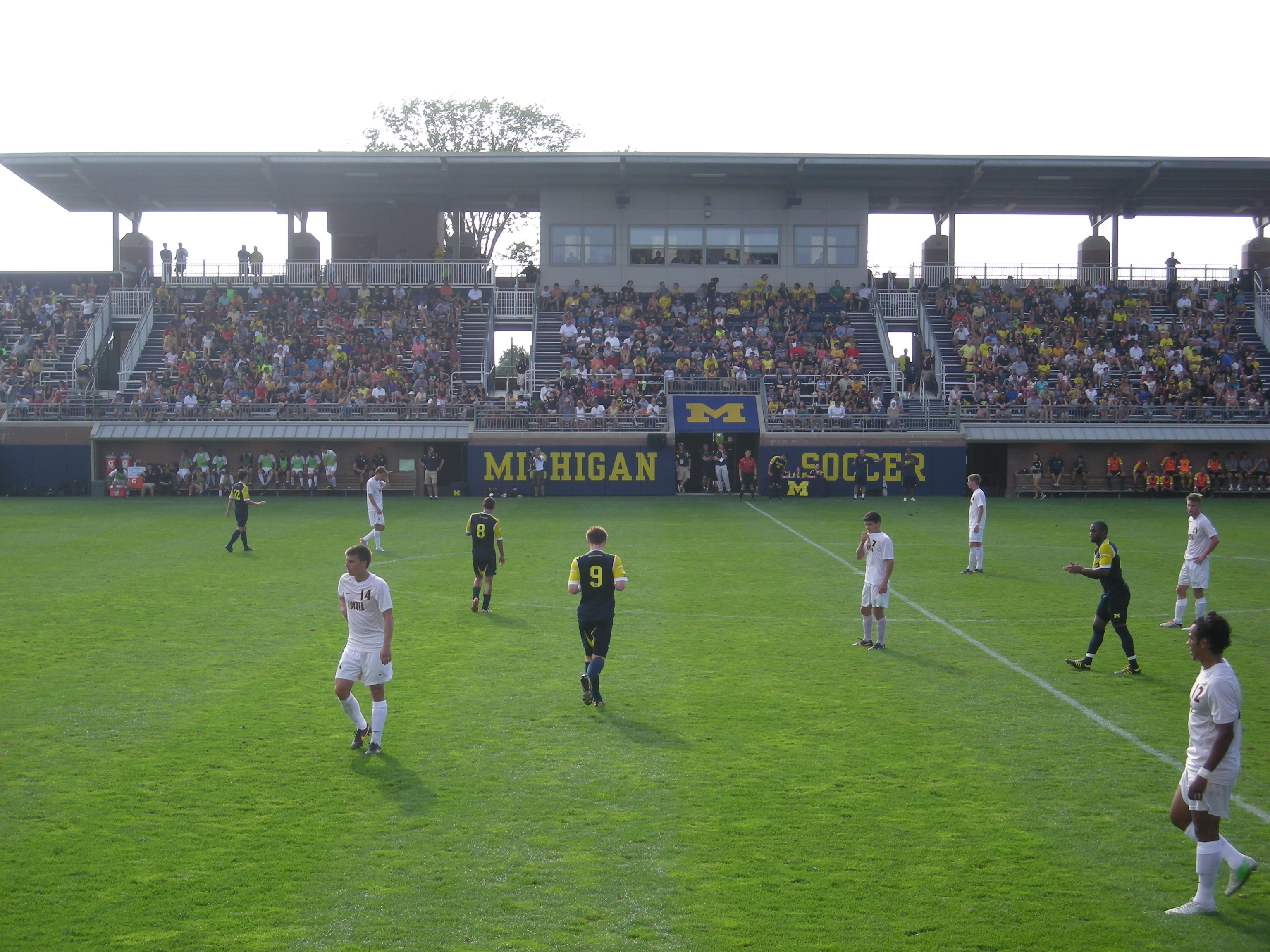
Partido de fútbol contra Loyola.

Michigan Wolverines (español: Glotones de Michigan) es el nombre de los equipos deportivos de la Universidad de Míchigan. Los equipos de los Wolverines participan en las competiciones universitarias organizadas por la NCAA, y forman parte de la Big Ten Conference. La universidad cuenta con 27 equipos oficiales.

## Deportes
El equipo más exitoso es el de fútbol americano, que ha ganado 12 campeonatos nacionales y 42 campeonatos de conferencia. Ha participado en 43 Bowls, de los que ha ganado 20, entre ellos, ocho Rose Bowl, un Orange Bowl y un Sugar Bowl. El equipo juega de local en el Michigan Stadium, el segundo estadio de mayor capacidad del mundo en la actualidad, con 107 601 espectadores.
En cuanto al baloncesto masculino, los Wolverines ganaron el campeonato nacional en 1989 liderado por Glen Rice, y fue subcampeón en 1965, 1976, 1992, 1993 y 2013, llegando a cuartos de final en 13 temporadas. A principios de los años 1990, el equipo fue popular debido a la cantidad de talentos que lo formaban, como Chris Webber, Jalen Rose, Juwan Howard, Jimmy King y Ray Jackson, que formaron el grupo conocido como los "Fab Five".
El hockey sobre hielo es otro éxito en la universidad, con nueve títulos en su haber (1948, 1951, 1952, 1953, 1955, 1956, 1964, 1996, 1998).
En natación, Michael Phelps compitió su etapa universitaria en Míchigan.
Los principales rivales de los Michigan Wolverines son los Ohio State Buckeyes y los Michigan State Spartans.